# 張衡 (隋)
張 衡（ちょう こう、? - 612年）は、隋の政治家。字は建平。祖父の張嶷は西魏の河陽郡太守を、父の張光則（張光とも）は北周の万州刺史を務めた。子は張希玄。爵位は南陽郡公、諡号は忠。

## 概要
河内郡（現在の河南省焦作市沁陽市）の人。隋の文帝に仕え、黄門侍郎、太子右庶子を歴任し、御史大夫に任じられた。
604年、文帝が崩御すると、楊素とともにその次男の皇太子の晋王・楊広を擁立した功績を残した。
太原の西北にある汾陽宮を増設した煬帝に向かって「陛下ご自身の度重なる大工事を慎むべきであります」と張衡が直言を繰り返したため、煬帝に疎まれて突厥（現在の内蒙古付近）の国境である楡林郡太守に左遷された。
数年後に、江都宮監（建築長官）に任命される。しかし、江都郡丞の王世充と対立し、その讒言を信じた煬帝によって、610年に庶人に落とされた。
2年後の612年に警戒した煬帝によって、張衡は誅殺された。張衡の最期の言葉は｢わしは長生きしたかったから、あんなこと（煬帝擁立計画）をしたのだ｣（「我為人作何物事，而望久活!」）と叫んだという。

## 脚註
1. ↑  『隋書』列伝第一「后妃伝」によると、重病の文帝が前皇太子で房陵王・楊勇の召し出しを命じた。側らにいた柳述と元厳が楊素に報告し、楊素が太子・楊広に報告すると、張衡は文帝の寝殿に派遣され、看病の疲労で夫人や後宮の侍従らが離室している間に文帝は急逝したと記されている。このため、張衡が文帝を毒殺した根拠となっている。

## 伝記資料
- 『隋書』巻五十六 列伝第二十一 「張衡伝」
- 『北史』巻七十四 列伝第六十二 「張衡伝」